# Desaparecidos (projeto)
Desaparecidos é um projeto de música eletrônica italiano. Formado por Claudio Coveri, Giordano Donati e Alex Guita começaram o projeto na década de 90, quando lançaram sua primeira música chamada Let the Music Take Control. Em 2003 lançaram a música Believe tendo altas posições nas paradas músicais europeias. Posteriormente em 2005 lançaram Love House Project juntamente com a faixa Music Don't Stop. Em 2008 lançaram Ibiza e Fiesta Loca tendo vocal de Sissy.

## Músicas
- 1990 - Let the Music Take Control
- 2003 - Believe
- 2005 - Love House Project com Music Don't Stop
- 2008 - Ibiza
- 2009 - Boys & Girls
- 2009 - Fiesta Loca
- 2010 - Follow You
- 2010 - Together And Forever
- 2010 - La Noche
- 2011 - Go Crazy
- 2012 - Me Gusta

## Remixes

### Ibiza
- Desaparecidos vs Walter Master J - Ibiza (Club Mix)
- Desaparecidos vs Walter Master J - Ibiza (E-Thunder Remix)
- Desaparecidos vs Walter Master J - Ibiza (DJ Dimy Soler Remix)

### Fiesta Loca
- Desaparecidos - Fiesta Loca (Marchesini & Farina Remix)
- Desaparecidos - Fiesta Loca (Marchesini & Farina Edit Mix)
- Desaparecidos - Fiesta Loca (Luis Ache Tribal Private Remix)

### Follow You
- Desaparecidos - Follow You (Marchesini & Farina Remix)
- Desaparecidos - Follow You (Farina & Lysark Remix)

### Together And Forever
- Desaparecidos - Togheter and Forever (Simone Farina & Lysark Club Mix)
- Desaparecidos - Together and Forever (Da Brozz Remix)
- Desaparecidos - Together and Forever (Antoine Clamaran Remix)

### La Noche
- Desaparecidos - La Noche (Loca Version)
- Desaparecidos - La Noche (Lanfranchi & Farina Remix)
- Desaparecidos - La Noche (Fanelli & Farina Remix)
- Desaparecidos - La Noche (Piparo, DJ Dami & Max Marani Remix)

### Go Crazy
- Desaparecidos - Go Crazy (Hommer Remix)
- Desaparecidos - Go Crazy (Lanfranchi & Farina Remix)
- Desaparecidos - Go Crazy (Sergio Mauro Remix)

### Me Gusta
- Desaparecidos - Me Gusta (Lanfranchi & Farina Original Mix)
- Desaparecidos- Me Gusta (Farlan Remix)
- Desaparecidos - Me Gusta (Street Mix)
- Desaparecidos - Me Gusta (Alessandro Vinai & Andrea Vinai Remix)

## Paradas
|                                       | França | Suíça | Bélgica | Reino Unido | Itália Club 40 | Brasil |
| ------------------------------------- | ------ | ----- | ------- | ----------- | -------------- | ------ |
| Ibiza                                 | 1      | 1     | 1       | 1           | 1              | 1      |
| Believe                               | 5      | -     | -       | -           | -              | -      |
| Love House Project e Music Don"t Stop | 1      | -     | -       | 1           | -              | -      |
| Follow You                            | 1      | 1     | 1       | 1           | 1              | 1      |